# 国道503号
国道503号（こくどう503ごう）は、熊本県高森町から宮崎県日向市に至る一般国道である。

## 概要

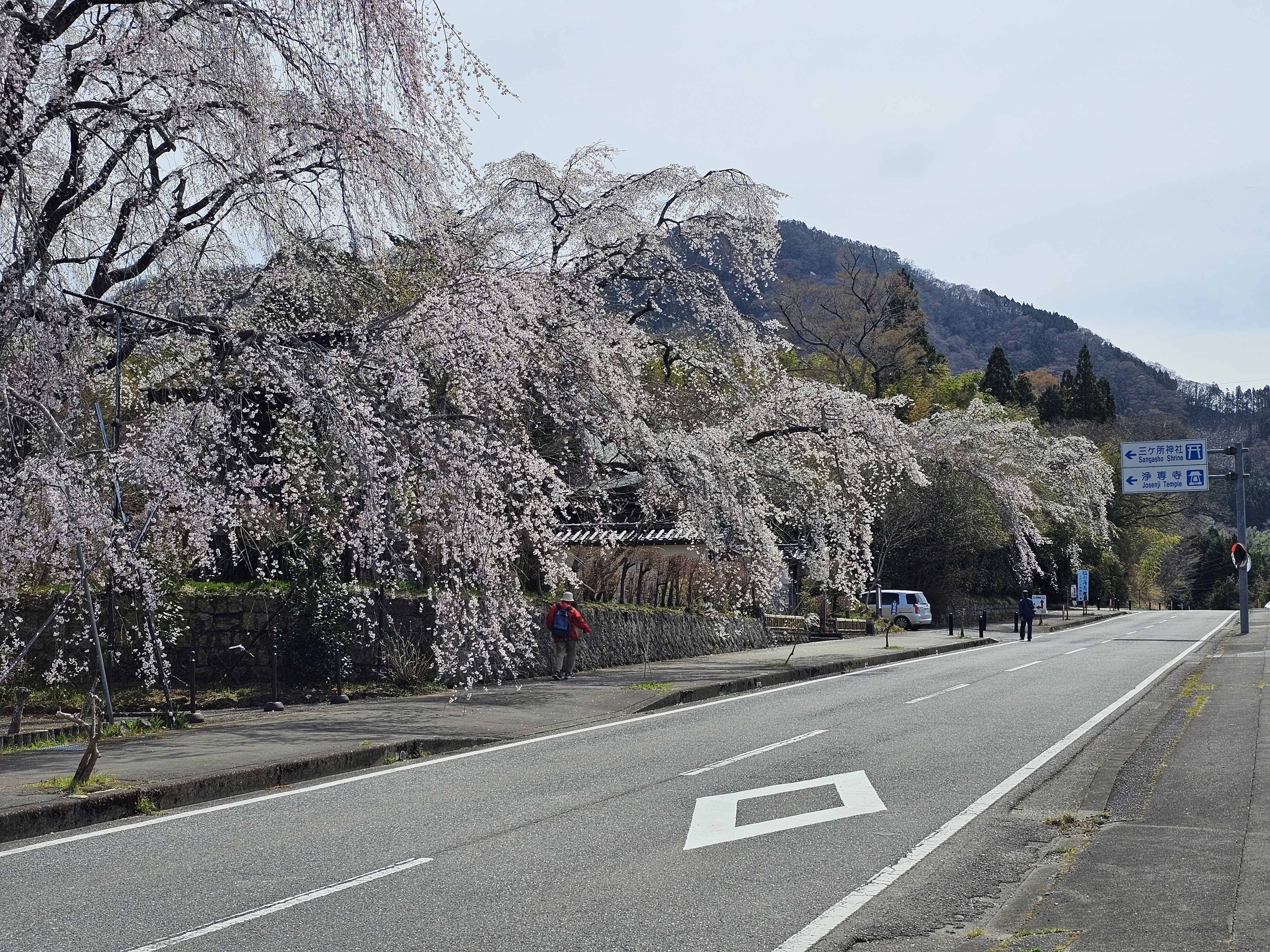
五ヶ瀬町・浄専寺付近のしだれ桜

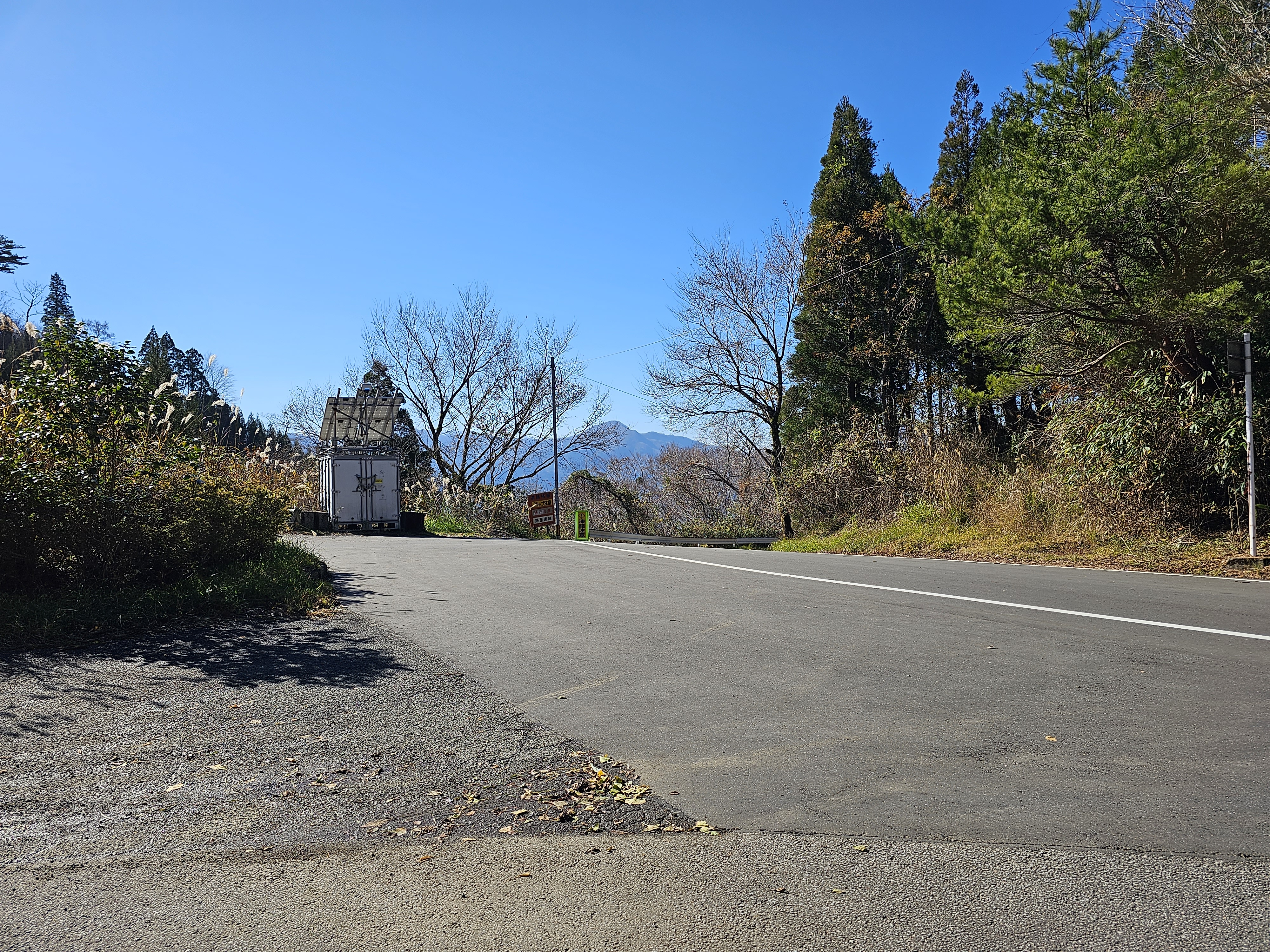
飯干峠（五ヶ瀬町側）

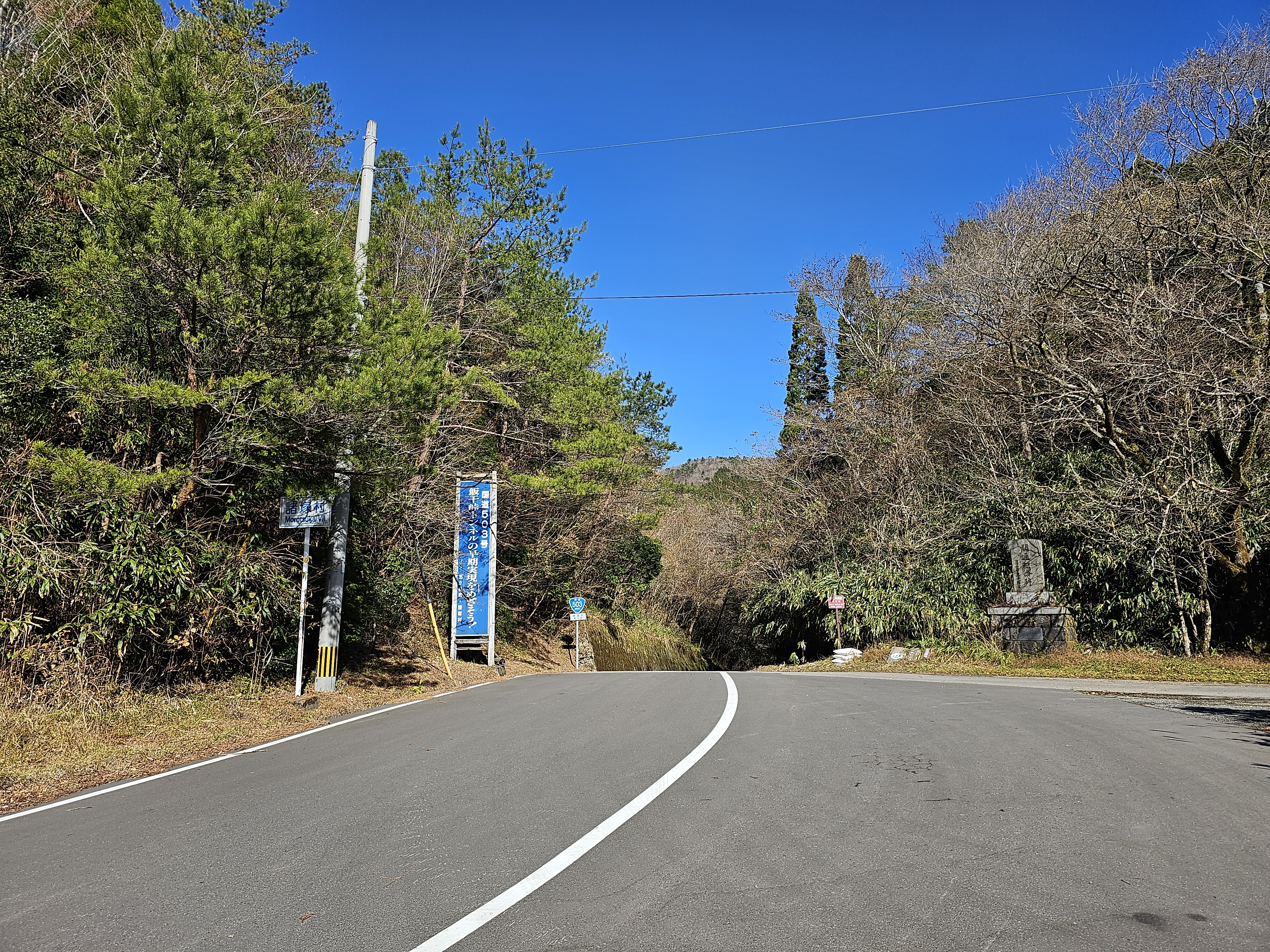
飯干峠（諸塚村側）

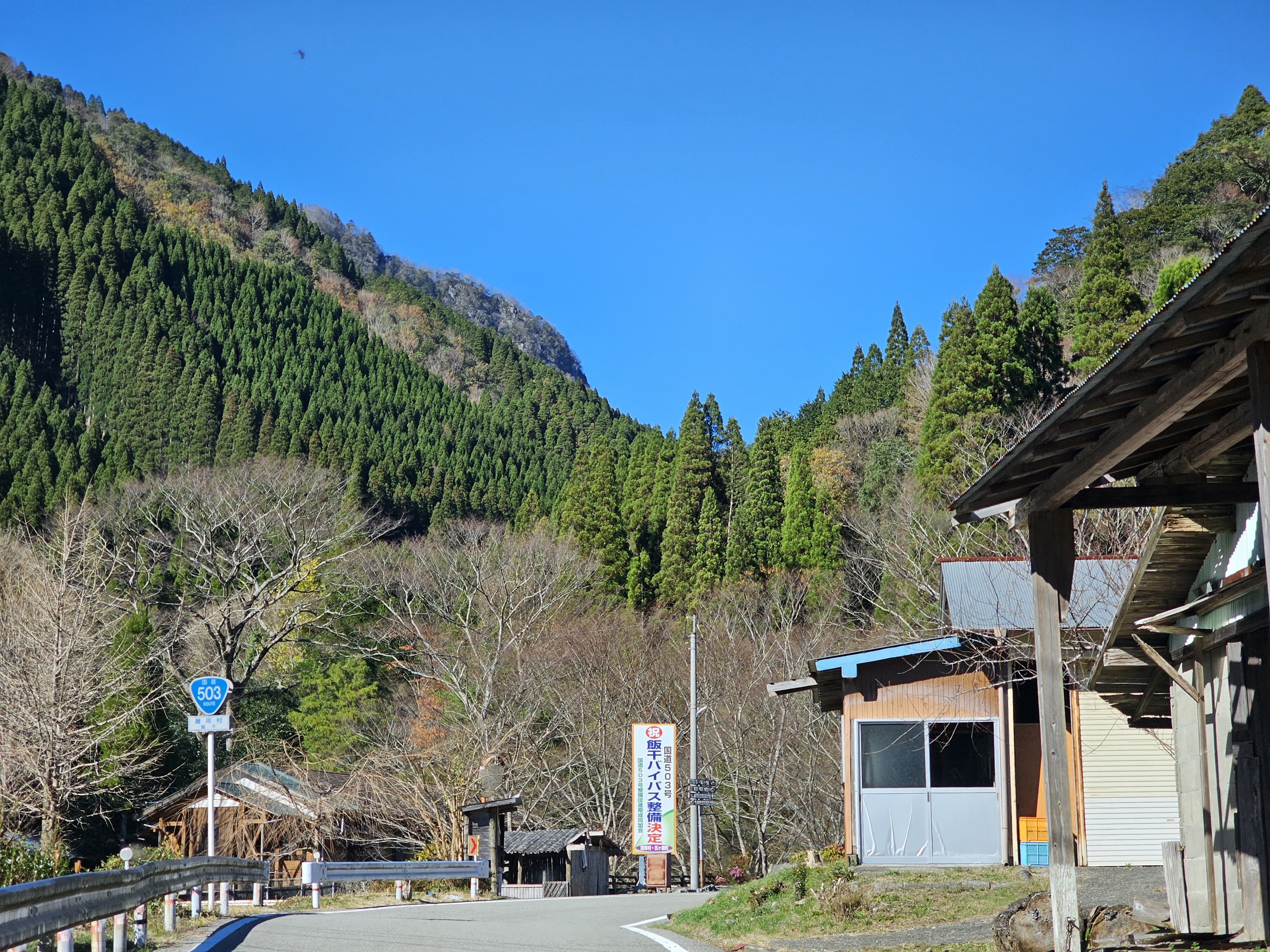
諸塚村・飯干集落（五ヶ瀬町方面）

九州山地を貫く国道であるが、ほとんどの場所が別の国道と重複しているため、実体区間として存在するのは西臼杵郡五ヶ瀬町と東臼杵郡諸塚村を結ぶ飯干峠の区間のみである。単独区間は全体を通じて幅員が狭く、ほとんどが未整備・未改良区間であるため、走行の際は対向車に十分注意する必要がある。特に、飯干峠付近は標高が1,000 m以上あるため、冬季は路面凍結・積雪によるチェーン規制、雨季は災害による通行止め、大型車通行規制等の交通規制がたびたびあるので注意を要する。また、道路工事等による交通時間規制が行われていることがあるので注意が必要。

### 路線データ
一般国道の路線を指定する政令に基づく起終点および経過地は次のとおり。
- 起点：熊本県阿蘇郡高森町（高森、国道265号・国道325号上）
- 終点：日向市（新生町交差点 = 国道10号交点、国道327号・国道446号起点、宮崎県道23号細島港線終点）
- 重要な経過地：熊本県阿蘇郡蘇陽町[注釈 2]、宮崎県西臼杵郡五ケ瀬町、同県東臼杵郡諸塚村、同郡西郷村[注釈 3]、同郡東郷町[注釈 4]
- 総延長 : 114.4 km（熊本県 26.0 km、宮崎県 88.4 km）重用延長を含む。[2][注釈 5]
- 重用延長 : 78.1 km（熊本県 26.0 km、宮崎県 52.1 km）[2][注釈 5]
- 未供用延長 : なし[2][注釈 5]
- 実延長 : 36.3 km（熊本県 - km、宮崎県 36.3 km）[2][注釈 5]
  - 現道 : 36.3 km（熊本県 - km、宮崎県 36.3 km）[2][注釈 5]
  - 旧道 : なし[2][注釈 5]
  - 新道 : なし[2][注釈 5]
- 指定区間：なし

## 歴史

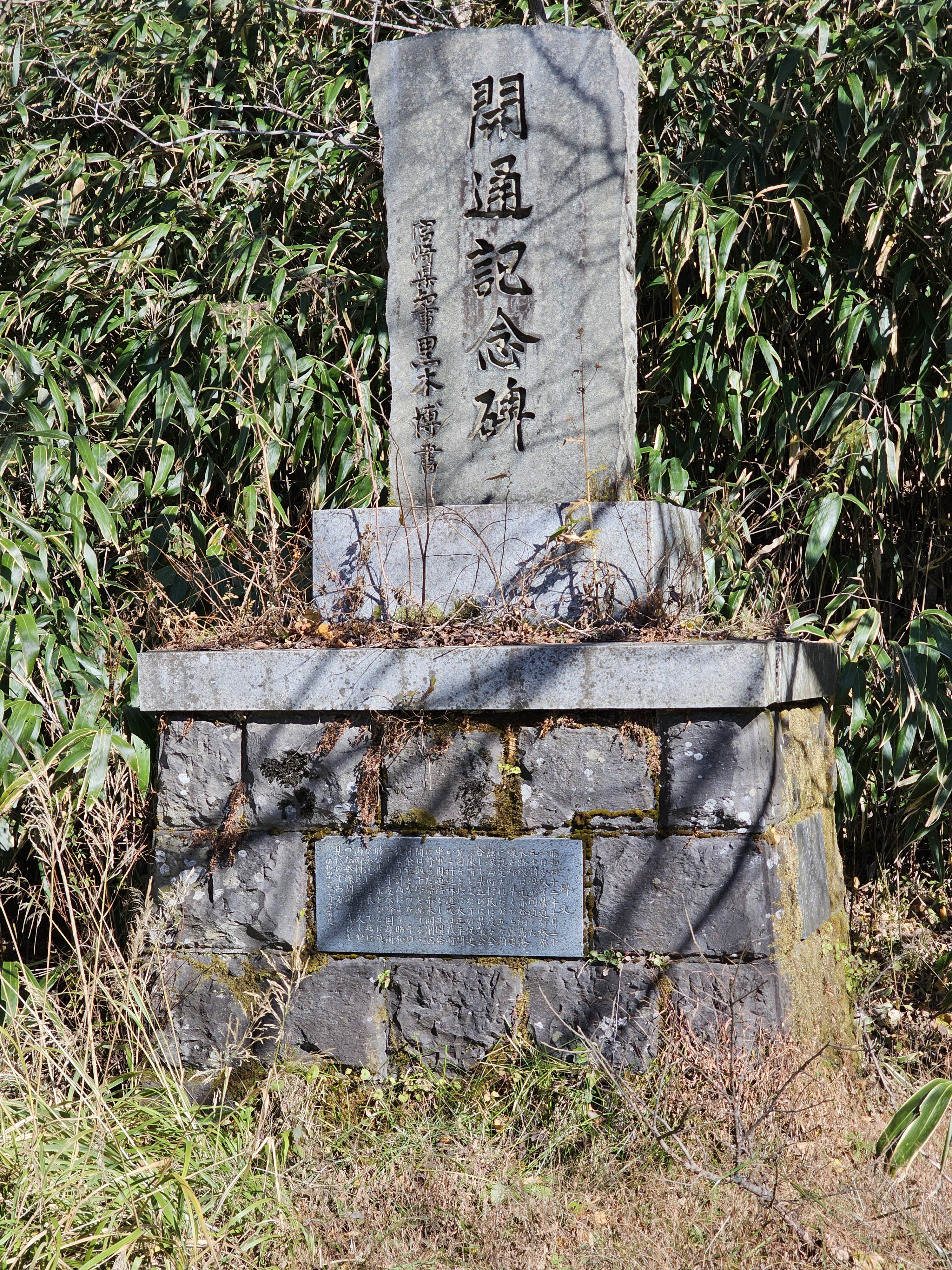
飯干峠の開通記念碑

- 1967年（昭和42年）10月21日 - 当時の県道新塚原五ヶ瀬線として、飯干峠前後の約10キロメートルが車道として開通。工費は2億5400余万円、幅員は4メートルであった[3]。
- 1993年（平成5年）4月1日 - 路線認定

当時の宮崎県道21号五ヶ瀬諸塚線が一般国道に昇格し、現在に至る。

## 路線状況

### 重複区間
- 国道325号（熊本県阿蘇郡高森町大字高森（起点） - 上益城郡山都町柳・柳交差点）
- 国道265号（熊本県阿蘇郡高森町大字高森（起点） - 上益城郡山都町馬見原・馬見原交差点）
- 国道218号（熊本県上益城郡山都町滝上・滝上交差点 - 宮崎県西臼杵郡五ヶ瀬町大字三ヶ所・埋立交差点）
- 国道327号（宮崎県東臼杵郡諸塚村大字家代 - 日向市・新生町交差点（終点））
- 国道388号（宮崎県東臼杵郡美郷町西郷田代）
- 国道446号（宮崎県日向市東郷町山陰辛・鶴野内交差点 - 日向市新生町1丁目・新生町交差点（終点））

### 道路施設

#### 橋梁
- 宮崎県
  - 荒谷橋（耳川、東臼杵郡諸塚村 - 東臼杵郡美郷町、国道327号重複区間内）
  - 八重原大橋（耳川、日向市、国道327号重複区間内）
  - 富高橋（富高川、日向市、国道327号重複区間内）

#### トンネル
起点から
- 熊本県
  - 起雲山トンネル：延長91 m、1985年（昭和60年）竣工、阿蘇郡高森町（国道265号重複区間）
  - 内山トンネル：延長72 m、1987年（昭和62年）竣工、阿蘇郡高森町（国道265号重複区間）
  - 高森3号隧道：延長88 m、1976年（昭和51年）竣工、阿蘇郡高森町（国道265号重複区間）
  - 高森4号隧道：延長102 m、1979年（昭和54年）竣工、阿蘇郡高森町（国道265号重複区間）
  - 高森5号隧道：延長160 m、1981年（昭和56年）竣工、阿蘇郡高森町（国道265号重複区間）
  - 高森6号隧道：延長100 m、1982年（昭和57年）竣工、阿蘇郡高森町（国道265号重複区間）
  - 高森7号隧道：延長56 m、1981年（昭和56年）竣工、阿蘇郡高森町（国道265号重複区間）
  - 高森8号隧道：延長58.5 m、1987年（昭和59年）竣工、阿蘇郡高森町（国道265号重複区間）
  - 高森9号隧道：延長54 m、1978年（昭和53年）竣工、阿蘇郡高森町（国道265号重複区間）
  - 高森峠隧道：延長589 m、1975年（昭和50年）竣工、阿蘇郡高森町 - 上益城郡山都町（国道265号重複区間）
  - 笹尾隧道：延長93 m、1982年（昭和57年）竣工、上益城郡山都町（国道265号重複区間）
  - 二瀬本隧道：延長392 m、上益城郡山都町（国道265号重複区間）
- 宮崎県
  - 五ヶ瀬隧道：延長179 m、1974年（昭和49年）竣工、西臼杵郡五ヶ瀬町（国道218号重複区間）
  - 赤谷隧道：延長44 m、1984年（昭和59年）竣工、西臼杵郡五ヶ瀬町（国道218号重複区間）
  - 吐の川（はきのかわ）トンネル：延長118 m、2004年（平成16年）竣工、東臼杵郡諸塚村

#### 道の駅
- 熊本県
  - そよ風パーク（上益城郡山都町、国道265号重複区間内）
- 宮崎県
  - とうごう（日向市、国道327号・国道446号重複区間内）

## 地理

### 通過する自治体
- 熊本県
  - 阿蘇郡高森町 - 上益城郡山都町
- 宮崎県
  - 西臼杵郡五ヶ瀬町 - 東臼杵郡諸塚村 - 東臼杵郡美郷町 - 日向市

### 交差する道路
| 交差する道路                                                                | 都道府県名 | 市町村名 | 市町村名 | 交差する場所 | 交差する場所         |
| --------------------------------------------------------------------------- | ---------- | -------- | -------- | ------------ | -------------------- |
| 国道265号 重複区間起点 国道325号 重複区間起点                               | 熊本県     | 阿蘇郡   | 高森町   | 大字高森     |                      |
| 熊本県道28号熊本高森線                                                      | 熊本県     | 阿蘇郡   | 高森町   | 大字高森     | [ 注釈 6 ]           |
| 国道325号 重複区間終点                                                      | 熊本県     | 上益城郡 | 山都町   | 柳           | 山都町柳交差点       |
| 宮崎県道・熊本県道141号河内矢部線                                           | 熊本県     | 上益城郡 | 山都町   | 柏           |                      |
| 熊本県道151号清和高森線                                                     | 熊本県     | 上益城郡 | 山都町   | 菅尾         |                      |
| 国道218号 重複区間起点                                                      | 熊本県     | 上益城郡 | 山都町   | 滝上         | 山都町滝上交差点     |
| 国道218号 重複区間終点 国道327号                                            | 熊本県     | 上益城郡 | 山都町   | 馬見原       | 山都町馬見原交差点   |
| 宮崎県道202号鞍岡赤谷線                                                     | 宮崎県     | 西臼杵郡 | 五ヶ瀬町 | 大字三ヶ所   |                      |
| 大分県道・熊本県道・宮崎県道8号竹田五ヶ瀬線                                 | 宮崎県     | 西臼杵郡 | 五ヶ瀬町 | 大字三ヶ所   | 五ヶ瀬町車屋橋交差点 |
| 国道218号 重複区間終点                                                      | 宮崎県     | 西臼杵郡 | 五ヶ瀬町 | 大字三ヶ所   | 埋立交差点           |
| 国道327号 重複区間起点                                                      | 宮崎県     | 東臼杵郡 | 諸塚村   | 大字家代     |                      |
| 宮崎県道50号諸塚高千穂線                                                    | 宮崎県     | 東臼杵郡 | 諸塚村   | 大字家代     |                      |
| 国道388号 重複区間起点                                                      | 宮崎県     | 東臼杵郡 | 美郷町   | 西郷田代     |                      |
| 国道388号 重複区間終点                                                      | 宮崎県     | 東臼杵郡 | 美郷町   | 西郷田代     |                      |
| 宮崎県道225号八重原延岡線                                                   | 宮崎県     | 日向市   | 日向市   | 東郷町山陰辛 |                      |
| 国道446号 重複区間終起点                                                    | 宮崎県     | 日向市   | 日向市   | 東郷町山陰辛 | 鶴野内交差点         |
| 宮崎県道225号八重原延岡線                                                   | 宮崎県     | 日向市   | 日向市   | 東郷町山陰辛 |                      |
| 宮崎県道51号中野原美々津線                                                  | 宮崎県     | 日向市   | 日向市   | 東郷町山陰乙 |                      |
| 宮崎県道226号土々呂日向線                                                   | 宮崎県     | 日向市   | 日向市   | 南町         | 富高交差点           |
| 国道10号 国道327号 重複区間終点 国道446号 重複区間終点 宮崎県道23号細島港線 | 宮崎県     | 日向市   | 日向市   | 新生町1丁目  | 新生町交差点 / 終点  |

### 交差する鉄道
- 日豊本線

### 峠
- 宮崎県
  - 飯干峠（西臼杵郡五ヶ瀬町 - 東臼杵郡諸塚村）